# نظام إحداثيات جغرافية

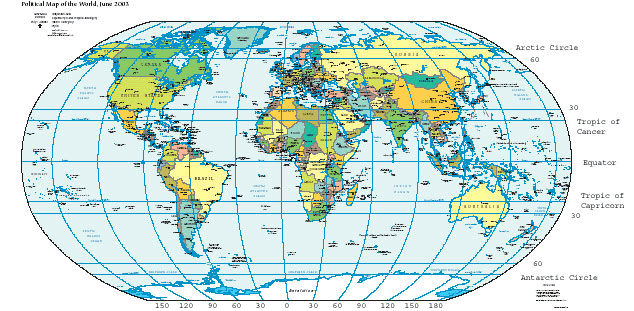
خريطة للأرض مبينة خطوط العرض (أفقية) وخطوط الطول (عمودية), حسب إسقاط Eckert VI ; large version (pdf, 3.12MB)

الإحداثيات الجغرافية هي خطوط الطول ودوائر العرض المتدرجة من خطي الصفر وهما خط غرينتش وخط الاستواء ويتعامد الخطان عند نقطة الأصل التي توجد في خليج غينيا.

## دوائر العرض وخطوط الطول

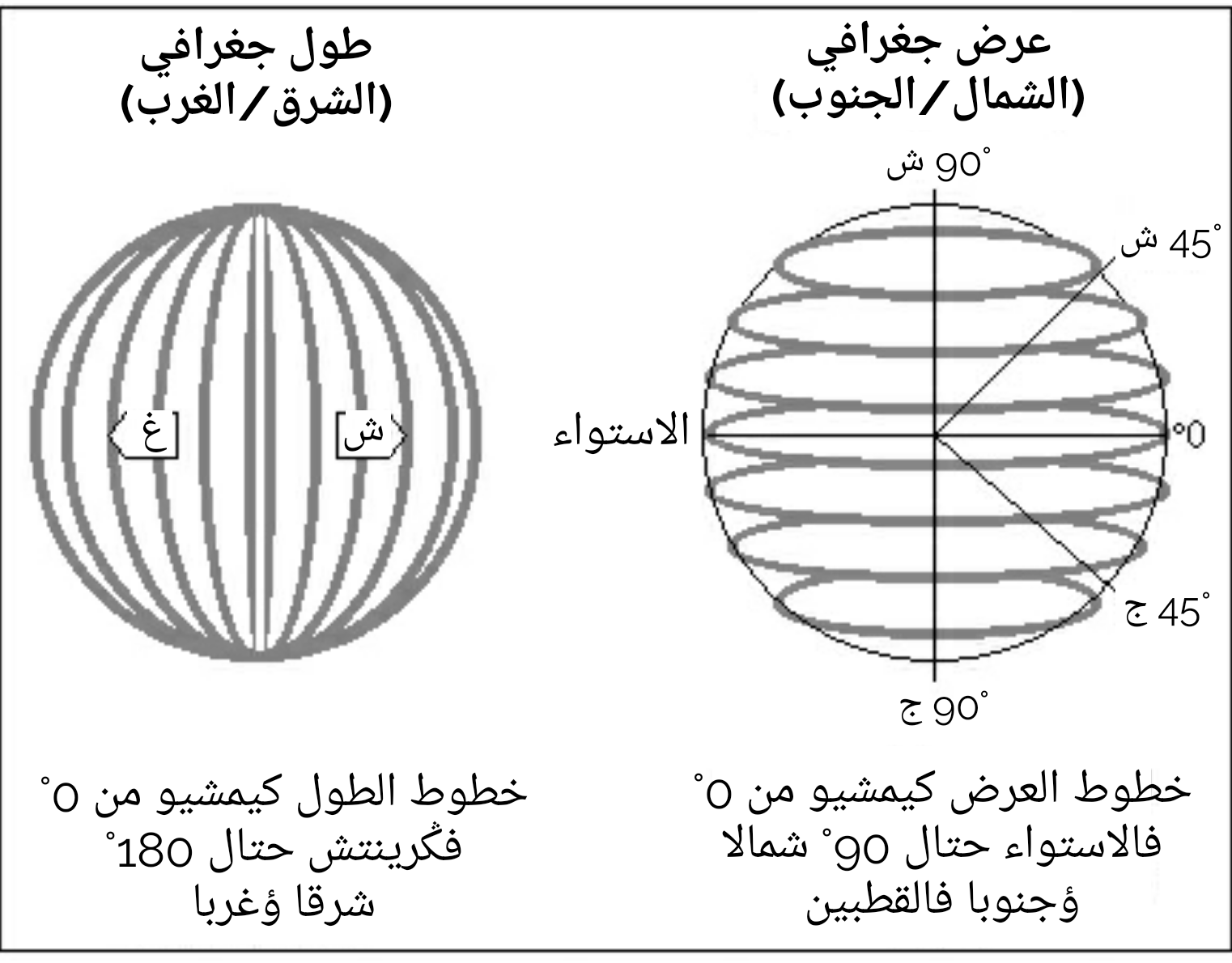
الفرق بين خطوط العرض وخطوط الطول في نظام الإحداثيات الجغرافية

خطوط الطول هي عبارة عن أنصاف دوائر وهمية تتقاطع عند القطبين يبلغ عددها 360 وهي القسم الأول من أقسام الإحداثيات الجغرافية والقسم الثاني هو دوائر العرض وهي عبارة عن دوائر وهمية متوازية يبلغ عددها 180 وتساعدنا الإحداثيات الجغرافية على تحديد الموقع والمناخ والتوقيت.
تعتمد دوائر العرض على دائرة أساسية وهي خط الاستواء 0 درجة وتم اختياره لأنه ينصف الكرة الأرضية إلى نصفين متساويين شمالي وجنوبي، وتتوازى بقية دوائر العرض مع هذه الدائرة محافظة على مسافات متساوية وتوازي بينها جميعا. أما عن خطوط الطول فهي تعتمد على خط غرينتش كخط طول رئيسي 0 درجة وتم اختياره ليمر عبر المرصد الفلكي في مدينة غرينتش قرب لندن. أما النصف الآخر من الدائرة فيعرف باسم خط التاريخ الدولي ويمر عبر المحيط الهادئ تعتمد عليه بقية الخطوط لكنها لا تحافظ على التوازي إذ تتلاقى عند الأقطاب كما أنها لا تحافظ على المسافة فهي تقل باتجاه الأقطاب
لتحديد هذه الإحداثيات تصور الجغرافيون رجل يقف في مركز الكرة الأرضية نظرا من داخلها نحو نقطة تقع على سطحها وللتركيز على نقطة معينة فإن ذلك يستلزم على الناظر تحريك رأسه عمودياً: شمالاً أو جنوباً بدرجة معينة وهو ما يعرف بالعرض أو الميل الرأسي (الزاوية φ). والالتفات أفقياً: شرقاً أو غرباً بزاوية معينة وهو ما يعرف الطول أو الانحراف الزاوي (الزاوية λ)

## نظام الاحداثيات
شبكة خطوط الطول والعرض هي نظام إحداثيات وهمي على سطح الأرض تتقاطع فيه دوائر العرض وخطوط الطول بزوايا قائمة، وهي تخدم عملية موضعة المواقع، إذ تحسب درجات العرض من خط الاستواء، فالقطبان يقعان على الدرجة 90 شمالًا، أو جنوبًا، على سبيل المثال.
أما زواية الطول، فتحسب حتى 180 من خط طول صفر اعتباطي، بالاتجاهين، شرقًا وغربًا.
وتحديد الزاوية يحسب بالمقابلة لنظام الاحداثيات الكروية التقليدي في الرياضيات
استخدمت بلدان مختلفة خط صفر مختلف حتى بداية القرن العشرين (مثل خط فيرو، وخط باريس)، واليوم يستخدم العالم أجمع خط غرينتش
لموضعة مضبوطة يجب الانتباه إلى أن الأرض ليست كرة، إنما أقرب إلى مجسم قطع ناقص مرجعي ما قد يؤدي لإزاحة قياس موضع ما حتى 20 كم
أيضًا قد تختلف الإحداثيات الجغرافية حسب البلدان وأنظمتها المرجعية المختلفة، التي تم مناسبة مجسم القطع الناقص فيها مع حقل الجاذبية الإقليمي لهذه البلدان.
على الصعيد الدولي اليوم غالبًا ما يستخدم نظام المساحة العالمي 1984 واختصاره WGS84.

## خرائط

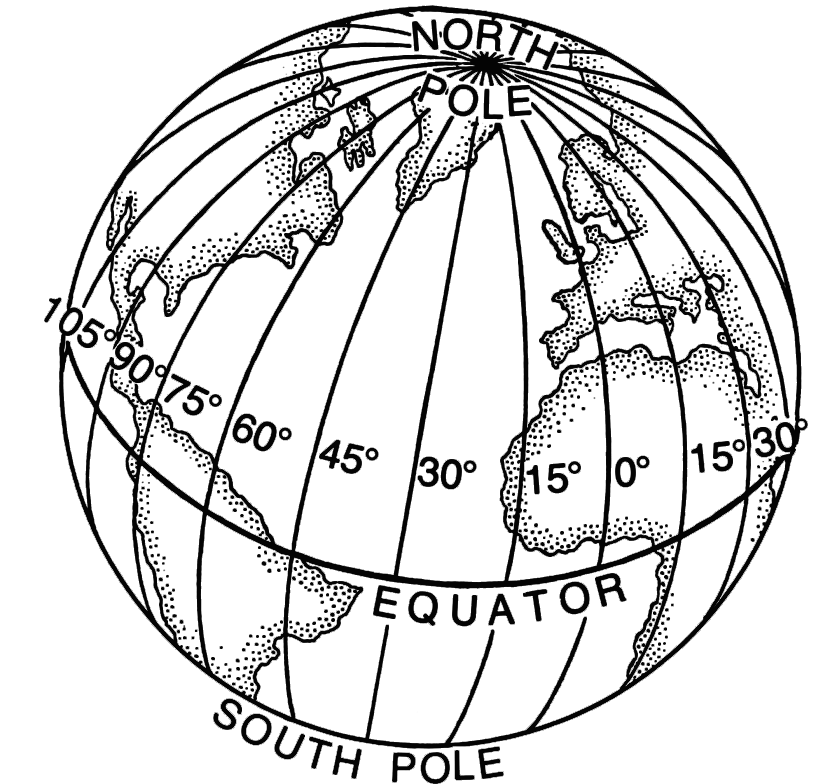
الأنظمة المساحية وتطورها: من القطوع الناقصة إلى النظام المرجعي العالي 1984

عدل المساحون في القرنين الثامن عشر والتاسع عشر الانحرافات الإقليمية الكبيرة لشكل الأرض بقطع ناقص مثالي، من خلال افتراضهم قطع ناقص مساحي يثبت شكل سطح الأرض المحلي للأقاليم الأرضية التي يُراد مسحها.
لم يطابق مركز القطع الناقص المفترض مركز الأرض، فمحور دوارنه يوازي محور الأرض
نظام الإحداثيات بالمقابلة مع تلك القطوع الناقصة الأخرى منزاح ومنحني، وبذلك نشأت عشرات الأنظمة المساحية (أنظمة مرجعية للخرائط).
مع تطوير نظام التموضع العالمي يفترض أنه قد خلق نظام عالمي موحد، وهو نظام المساحة العالمي 1984
في اليابسة أو البحر قد تتسبب المعطيات التي عادة ما تستند على أنظمة سابقة من نظام مرجعي خطأ بخطأ من عدة مئات من الأمتار، عندما يكون مجسم قطع ناقص مرجعي للمعطيات ليس هو نفسه في الخريطة. لذلك ينبعي لتقديم معطيات مضبوطة أيضًا تقديم نظامها المرجعي.
يمكن تعديل الإحداثيات بمساعدة برامج تحويل من نظام لآخر، ويجب أن تشمل هكذا برامج المعايير التي تحدد بدقة الانحراف بين الأنظمة المرجعية أو الانحراف عن نظام المساحة العالمي 1984 .

## الملاحة الجوية والبحرية
تعد معطيات الموقع الدقيقة ضرورية في الملاحة الجوية والبحرية، إذ يذكر الطول والعرض الجغرافيين بالدرجة والدقيقية، وعلى سبيل المثال تقع مدينة دمشق في النقطة 33° 30′ 35″ ش على خط العرض الجغرافي وفي النقطة 36° 18′ 33″ ق. على خط الطول الجغرافي
وحرف الشين اختصار يشير للمواقع شمال خط الاستواء، وحرف القاف اختصار يشير للمواقع شرق خط غرينيتش. وتستخدم اختصارات دولية Lat من latitudo باللاتينية تعني العرض، أو حرف φ باليونانية و lon من longitudo باللاتينية تعني الطول، أوحرف λ باليونانية.
- تُقسم الدقيقية تقسيمات عشرية.
- وفق المواصفة المعيارية (DIN 13312) المعهد الألماني للتوحيد القياسي المُخصصة للملاحة الجوية والبحرية، لا توافق المعطيات الجغرافية المختصرة أعلاه المعاير.
- تعادل الدقيقية على سطح الأرض حوالي 1.852 كم، ما يعادل ميل بحري

## المساحة
تتطلب المساحة دقّة معطيات بالسانتيمتر، لهذا لا تكفي معطيات وفق ثانية قوسية، إذ تعادل ثانية قوسية واحدة (1″) في أوروبا مثلًا نحو 31 متر بمعطيات العرض، و 20 متر بمعطيات الطول.
في ألمانيا حُددت مواقع النقاط الثابتة (نقاط ثابتة مرجعية لاستخدامات المسح) بدقة ميلمترية اعتمادًا على نظام احداثيات غاوس- كروغر (Gauß-Krüger-Koordinatensystem) المستند على مجسم قطع ناقص مرجعي معروف بـ إهليلج بيسيل (Bessel-Ellipsoid)، بينما اعتمدت ألمانيا الشرقية منذ الخمسينات إهليلج كراسوفيسكي (Krassowski-Ellipsoid).
ومنذ التسيعينات تتوالى عملية تحويل في ألمانيا إلى ماركاتور العرضي العالمي(Universal Transverse Mercator) اختصارًا (UTM) في النظام المرجعي الأرضي الأوروبي 1989 (European Terrestrial Reference System 1989) اختصارًا (ETRS89)، المستند إلى إهليلج النظام المرجعي الجيوديسي 1980 (Geodetic Reference System 1980) اختصارًا (GRS 80).

## الاحدائيات الطبيعية، والفلكية، والمساحية، والجيوديسية.
يمكن تحديد إحداثيات طبيعية عن طريقة موّضعة فلكية (العرض الفلكي φ، والطول الفلكي λ) فهي تستند للاتجاه الرأسي الواقعي (الشاقول) على نقطة القياس.
الإحدائيات الجيوديسية تستند على ناظم سطح القطع الناقص المعياري المستخدم. والفرق بين ناظم سطح القطع الناقص المعياري والاتجاه الرأسي (الشاقول) عادةً أقل من 10 ثواني، ويُسمّى انحراف الشاقول. وبالعادة لا يمر لا الشاقول ولا ناظم سطح من مركز الأرض.

## تاريخ
يعود تقسيم الدائرة إلى زاوية كاملة مؤلفة من 360 درجة إلى الفلكي هيبسيكلس (نحو 175 ق.م) وهيبارخوس (توفي 120 ق.م)
هذا وكان كلاوديوس بطليموس قد استخدم في عمله الجغرافية شبكة خطوط الطول والعرض نحو العام 150 م. وكان خط الصفر لديه هو خط فيرو الذي يمر بأقصى نقطة يابسة في الغرب معروفة لحينها، هذا الخط الذي بقي الأكثر استخدامًا حتى بداية القرن التاسع عشر. وبسبب تقديره محيط الأرض بأقل بنحو 10000 كم عن ما هو عليه تنزاح معطيات الطول الجغرافي لديه لمواقع وسط أوروبا مثلًا نحو 24 درجة عن موقعها عند القياس من خط غرينتش
لاحقًا عمل البرتغالي دوارتي باتشيكو بيريرا على تحسين الأساليب القديمة للملاحة العالمية في جزر الآزور، ومع تقسيم الكرة الأرضية إلى نصف كرة إسباني وآخر برتغالي وفق معاهدة توردسيلاس عام 1494 م إكتسبت شبكة خطوط الطول والعرض المعاد تكريسها معنىً سياسيًا.
في العام 1634م ثُبت خط صفر على جزيرة إل هيرو (El Hierro) الغربية في منطقة جزر الكناري، ومنذ عام 1884 م تزايد استعمال خط غرينتش المعمول به في إنجلترا منذ 1738 م على حساب خطوط الصفر الوطنية الأخرى.
في أثناء ترسخ خط غرينتش كخط صفر، أصبح القياس الرسمي للمساحين في وسط أوروبا بالغون (تقسيم الدائرة 400 درجة).